# Фрейзер, Уоррен
Уоррен Гарнетт Фрейзер (англ. Warren Garnett Fraser; род. 8 июля 1991, Нассау) — багамский легкоатлет, специалист по бегу на короткие дистанции. Выступает на профессиональном уровне с 2005 года, победитель и призёр ряда крупных международных стартов, действующий рекордсмен Багамских Островов в эстафете 4×100 метров, участник летних Олимпийских игр в Лондоне.

## Биография
Уоррен Фрейзер родился 8 июля 1991 года в Нассау, Багамские Острова.
Занимался лёгкой атлетикой во время учёбы в Клемсонском университете, в составе университетской легкоатлетической команды «Клемсон Тайгерс» успешно выступал на различных студенческих соревнованиях в США.
С 2005 года в составе багамской сборной регулярно участвовал в юношеских и юниорских международных стартах.
В 2007 году бежал 100 метров на юношеском мировом первенстве в Остраве, дошёл до полуфинала.
В 2010 году стартовал в 100-метровой дисциплине и в эстафете 4×100 метров на юниорском мировом первенстве в Монктоне.
В 2012 году завоевал серебряную награду на молодёжном первенстве NACAC в Ирапуато. Благодаря череде успешных выступлений удостоился права защищать честь страны на летних Олимпийских играх в Лондоне — в четвертьфинале бега на 100 метров показал время 10,27, чего оказалось недостаточно для выхода в четвертьфинал.
В 2013 году был восьмым на чемпионате Центральной Америки и Карибского бассейна в Морелии, бежал эстафету 4×100 метров на чемпионате мира в Москве.
В 2014 году в беге на 60 метров дошёл до полуфинала на чемпионате мира в помещении в Сопоте, в беге на 100 метров финишировал седьмым на Играх Содружества в Глазго. В Глазго вместе с соотечественниками также стал пятым в эстафете 4×100 метров, установив при этом ныне действующий рекорд Багамских Островов — 38,52.
В 2015 году в эстафете 4×100 метров стартовал на Панамериканских играх в Торонто и на чемпионате мира в Пекине.
На чемпионате мира 2017 года в Лондоне участвовал в программе 100 метров и эстафеты 4×100 метров.
В 2018 году дошёл до полуфинала в беге на 60 метров на чемпионате мира в помещении в Бирмингеме, стал полуфиналистом в беге на 100 метров на Играх Содружества в Голд-Косте.
В 2019 году среди прочего выступил в 100-метровой дисциплине на Панамериканских играх в Лиме.